# Dothraki nyelv
A dothraki nyelv egy kitalált, fiktív mesterséges nyelv, amelyet a Trónok harca című regényben, és az abból készült televíziós sorozatban szereplő népcsoportok egyike, a dothraki nép beszél. A nyelv ötlete és szavainak jó része a regényt szerző George R. R. Martintól származik, nyelvtanát és rendszerét David J. Peterson nyelvész dolgozta ki a tévésorozat számára, a regényben szereplő szavak és mondatok felhasználásával. 2011 szeptemberében a nyelv szókincse 3163 szót számlált. 2012-ben az Amerikai Egyesült Államokban 146 olyan újszülött kislányt anyakönyveztek, aki a dothraki nyelvből származó "Khaleesi" nevet kapta.

## Keletkezése
A dothraki szókincset Peterson állította össze a regény televíziós adaptációját megelőzően. A nyelv rendszerének megalkotására a HBO pályázatot írt ki, végül mintegy 30 aspiráns közül választották ki Petersont a munkára. Peterson részben abból merített ihletett, amit George R. R. Martin ír a regényben a nyelvről, részben pedig a török, orosz, észt, inuktitut és szuahéli nyelvekből.

### Nyelvi korlátok
A dothraki nyelv kidolgozásánál két jelentős korlátozó tényezőt kellett figyelembe venni. Ezek egyike az volt, hogy a nyelvnek illeszkednie kellett a regényben megtalálható, ilyen nyelven írott mondatok nyelvtanához, a másik pedig az, hogy könnyen kiejthetőnek kellett lennie a tévésorozatban szereplő színészek számára.

## Fonológiája és átírása
David Peterson szerint az arab nyelvet közelről nem ismerők számára a dothraki nyelv hangzása az arabéhoz állhat legközelebb, míg azok szerint, akik tudnak arabul, azok szerint ez nem helytálló. Személyes véleménye szerint a dothraki nyelv valahogy úgy hangzik, mintha az arab és a spanyol keveréke lenne. Ami az írásrendszert illeti, a dothraki népnek nincs írásbelisége, csakúgy, mint a velük szomszédos népcsoportoknak sem.

### Mássalhangzók
A dothraki nyelvben huszonhárom mássalhangzó fonéma létezik, az alábbi táblázatban bal oldalon a latin betűs (angol írásmód szerinti), a jobb oldalon, zárójelben a nemzetközi fonetikai ábécé (IPA) rendszere szerinti átírás látható.
|                     | labiális | dentális | alveoláris | posztalveoláris | veláris | nyelvcsapi | réshang |
| ------------------- | -------- | -------- | ---------- | --------------- | ------- | ---------- | ------- |
| zöngétlen zárhang   |          | t [t̪]    |            |                 | k [k]   | q [q]      |         |
| zöngés zárhang      |          | d [d̪]    |            |                 | g [ɡ]   |            |         |
| zöngétlen affrikáta |          |          |            | ch [tʃ]         |         |            |         |
| zöngés affrikáta    |          |          |            | j [d͡ʒ]          |         |            |         |
| zöngétlen réshang   | f [f]    | th [θ]   | s [s]      | sh [ʃ]          | kh [x]  |            | h [h]   |
| zöngés réshang      | v [v]    |          | z [z]      | zh [ʒ]          |         |            |         |
| nazális             | m [m]    | n [n̪]    |            |                 |         |            |         |
| laterális           |          | l [l̪]    |            |                 |         |            |         |
| pergőhang           |          |          | r [r]      |                 |         |            |         |
| legyintőhang        |          |          | r [ɾ]      |                 |         |            |         |
| közelítőhang        | w [w]    |          |            | y [j]           |         |            |         |

A c és x betűk sosem szerepelnek a dothraki nyelvben, leszámítva azt, hogy a c betű megtalálható a ch mássalhangzóban. A b és p hangzók csak tulajdonnevekben fordulnak elő (pl. Bharbo, Pono).

### Magánhangzók
A dothraki nyelvben négy magánhangzó-rendszer létezik, az alábbiak szerint:
| Magánhangzók | Kettőshangzók |
| ------------ | ------------- |
| i [i]        | iy [ij]       |
| e [e]        | ey [ej]       |
| o [o]        | oy [oj]       |
| a [a]        | ay [aj]       |

A nyelvben az u magánhangzó sosem fordul elő, kizárólag "q" után, és csakis tulajdonnevekben (pl. Jhiqui, Quaro).
Ha egy szóban egymás után több magánhangzó szerepel, mindegyiket ki kell ejteni, és mindegyik különálló szótagot képvisel. Példák: shierak [ʃi.e.ˈɾak] csillag, rhaesh [ɾha.ˈeʃ] ország, khaleesi [ˈxa.l̪e.e.si] királynő.

## Fordítás
Ez a szócikk részben vagy egészben  a   Dothraki language című angol Wikipédia-szócikk fordításán alapul.  Az eredeti cikk szerkesztőit annak laptörténete sorolja fel. Ez a jelzés csupán a megfogalmazás eredetét és a szerzői jogokat jelzi, nem szolgál a cikkben szereplő információk forrásmegjelöléseként.